# Agapostemon melliventris
Agapostemon melliventris là một loài Hymenoptera trong họ Halictidae. Loài này được Cresson mô tả khoa học năm 1874.

## Hình ảnh

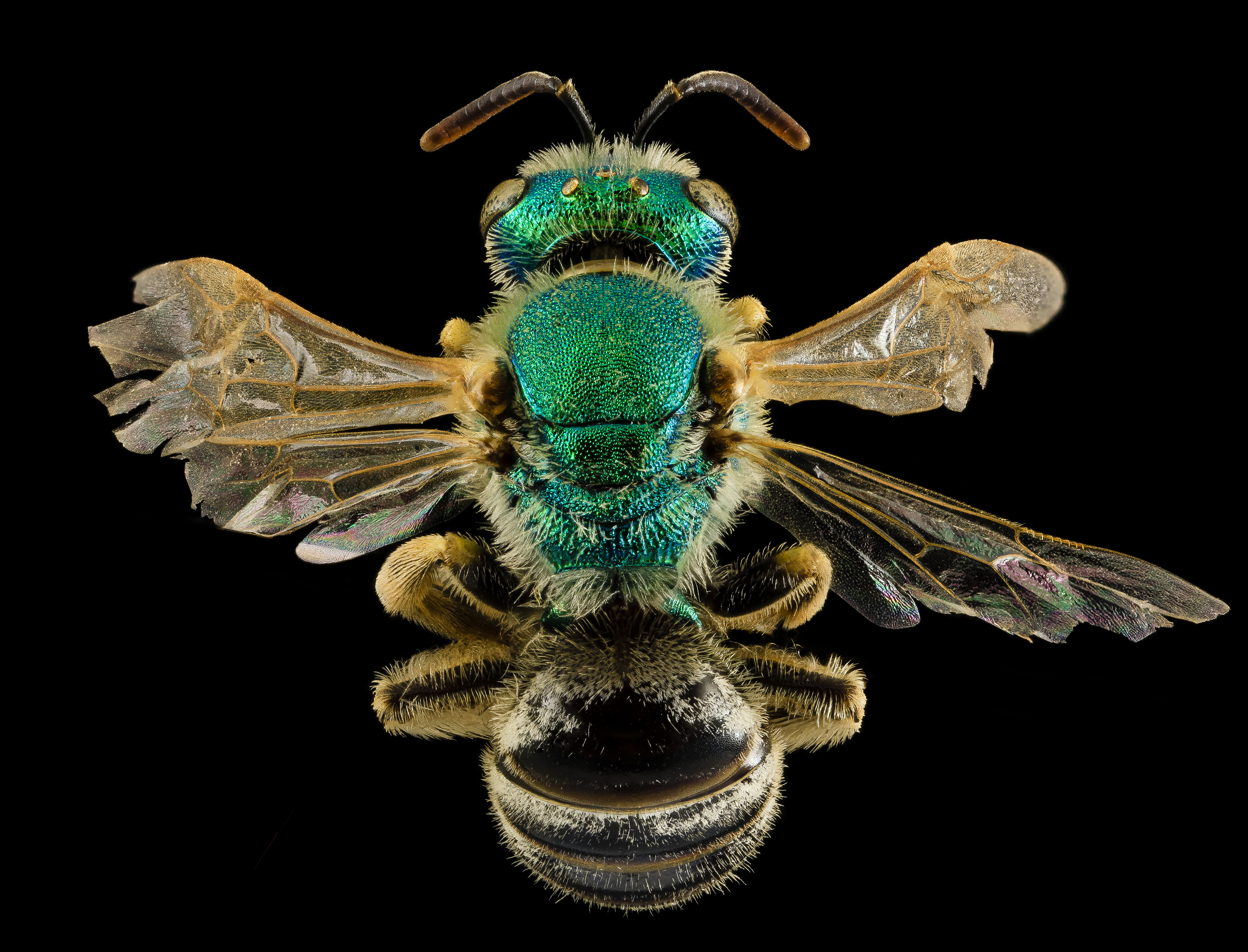
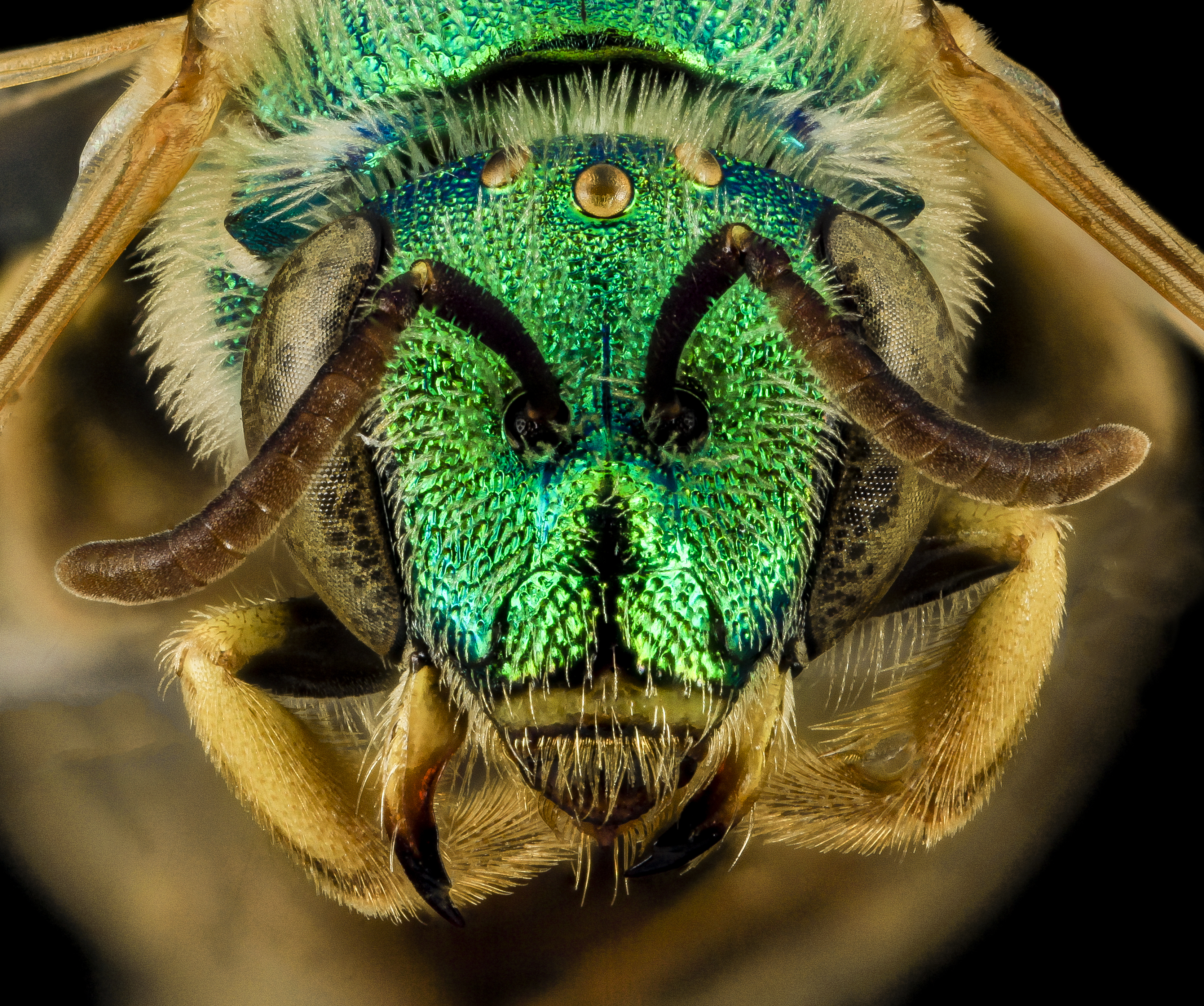